# Elecciones municipales de Coronel Portillo de 2022
Las elecciones municipales de Coronel Portillo de 2022 se llevaron a cabo el 2 de octubre de 2022 para elegir al alcalde y al Concejo Provincial de Coronel Portillo para el periodo 2023-2026. La elección se celebró simultáneamente con elecciones regionales y municipales (provinciales y distritales) en todo el Perú.
Los comicios fueron ganados por el Movimiento Independiente Regional Cambio Ucayalino lo que convirtió a su candidata Janet Castagne Vásquez en la alcaldesa electa de la provincia de Coronel Portillo, la primera desde 1993. Acción Popular quedó nuevamente en segundo lugar, aunque por un estrecho margen de 2 mil votos. Alianza para el Progreso, ganadora de las anteriores elecciones, no presentó candidatos.
A nivel distrital, el Movimiento Independiente Regional Cambio Ucayalino fue nuevamente la agrupación más votada y consiguió el control de la mitad de los distritos de la provincia. Los independientes Ucayali Región con Futuro y Todos Somos Ucayali consiguieron la victoria en las demás comunas. Alianza para el Progreso perdió todos los distritos que controlaba.

## Sistema electoral
La Municipalidad Provincial de Coronel Portillo es el órgano administrativo y de gobierno de la provincia de Coronel Portillo. Está compuesta por el alcalde y el Concejo Provincial.
La votación del alcalde y el concejo se realiza en base al sufragio universal, que comprende a todos los ciudadanos nacionales mayores de dieciocho años, empadronados y residentes en la provincia de Coronel Portillo y en pleno goce de sus derechos políticos, así como a los ciudadanos no nacionales residentes y empadronados en la provincia de Coronel Portillo. No hay reelección inmediata de alcaldes.
El Concejo Provincial de Coronel Portillo está compuesto por 13 regidores elegidos por sufragio directo para un período de cuatro (4) años, en forma conjunta con la elección del alcalde (quien lo preside). La votación es por lista cerrada y bloqueada. Se asigna a la lista ganadora los escaños según el método d'Hondt o la mitad más uno, lo que más le favorezca.

## Composición del Concejo Provincial de Coronel Portillo
La siguiente tabla muestra la composición del Concejo Provincial de Coronel Portillo antes de las elecciones.
| Partidos | Partidos                  | Regidores |
| -------- | ------------------------- | --------- |
|          | Alianza para el Progreso  | 8         |
|          | Acción Popular            | 2         |
|          | Ucayali Región con Futuro | 1         |
|          | Integrando Ucayali        | 1         |
|          | Restauración Nacional     | 1         |

## Elecciones internas
Los partidos políticos realizaron la convocatoria a elecciones internas (15–22 de enero de 2022) para definir a los candidatos de sus organizaciones en listas cerradas y bloqueadas. Se sometieron a elección las candidaturas a:
- Alcaldía Provincial de Coronel Portillo (1 candidatura).
- Concejo Provincial de Coronel Portillo (13 candidaturas).
- Alcaldías distritales de Coronel Portillo (6 candidaturas).
- Concejos provinciales de Coronel Portillo (40 candidaturas).

Existen dos modalidades para la organización de las elecciones internas:
- Modalidad de elección directa: con voto universal, libre, voluntario, igual, directo y secreto de los afiliados. Fue la modalidad utilizada por Acción Popular,[6] Ucayali Región con Futuro[7] y Somos Perú.[8] Las elecciones se realizaron el 15 de mayo de 2022.
- Modalidad de delegados: a través de delegados previamente elegidos mediante voto universal, libre, voluntario, igual, directo y secreto de los afiliados. Fue la modalidad utilizada por Todos Somos Ucayali,[9] Perú Libre,[10] Movimiento Independiente Regional Cambio Ucayalino,[9] Podemos Perú[11] y Frente de la Esperanza.[12] Las elecciones se realizaron el 22 de mayo de 2022.

## Partidos y candidatos
A continuación se muestra una lista de los principales partidos y alianzas electorales que participan en las elecciones:
| Candidatura | Candidatura | Partidos y alianzas                                             | Candidatos | Candidatos                  | Ideología                                                 | Resultado previo | Resultado previo | Ref.   |
| Candidatura | Candidatura | Partidos y alianzas                                             | Candidatos | Candidatos                  | Ideología                                                 | Votos (%)        | Reg.             | Ref.   |
| ----------- | ----------- | --------------------------------------------------------------- | ---------- | --------------------------- | --------------------------------------------------------- | ---------------- | ---------------- | ------ |
|             | AP          | Lista - Acción Popular (AP)                                     |            | Sandro Acosta Villavicencio | Partido atrapalotodo                                      | 20.70%           | 2                | [ 13 ] |
|             | URF         | Lista - Ucayali Región con Futuro (URF)                         |            | Wilmer Guevara Martínez     | Regionalismo ucayalino                                    | 13.71%           | 1                | [ 13 ] |
|             | TSU         | Lista - Todos Somos Ucayali (TSU)                               |            | Raúl Contreras Ramírez      | Regionalismo ucayalino                                    | 6.08%            | 0                | [ 13 ] |
|             | PL          | Lista - Perú Libre (PL)                                         |            | Félix Najar Kokally         | Socialismo del siglo XXI Marxismo-leninismo Mariateguismo | 0.68%            | 0                | [ 13 ] |
|             | SP          | Lista - Somos Perú (SP)                                         |            | Nilo Lozano Tuanama         | Democracia cristiana Conservadurismo social               | Nuevo            | Nuevo            | [ 13 ] |
|             | PP          | Lista - Podemos Perú (PP)                                       |            | Miguel Contreras Araujo     | Conservadurismo social Populismo Nacionalismo             | Nuevo            | Nuevo            | [ 13 ] |
|             | FE          | Lista - Frente de la Esperanza (FE)                             |            | Walter Dyer Ampudia         | Reformismo                                                | Nuevo            | Nuevo            | [ 13 ] |
|             | CU          | Lista - Movimiento Independiente Regional Cambio Ucayalino (CU) |            | Janet Castagne Vásquez      | Regionalismo ucayalino                                    | Nuevo            | Nuevo            | [ 13 ] |

## Sondeos de opinión
Las siguientes tablas enumeran las estimaciones de la intención de voto en orden cronológico inverso, mostrando las más recientes primero y utilizando las fechas en las que se realizó el trabajo de campo de la encuesta. Cuando se desconocen las fechas del trabajo de campo, se proporciona la fecha de publicación.
Leyenda:
     Sondeo realizado en el periodo de prohibición legal de la difusión de sondeos de intención de voto.

### Intención de voto
La siguiente tabla enumera las estimaciones ponderadas (sin incluir votos en blanco y nulos) de la intención de voto.
| Encuestadora/Medio             | Fecha          | Muestra | Janet Castag. | Sandro Acosta | Wilmer Guevara | Raúl Contreras | Félix Najar | Walter Dyer | Miguel Contreras | Nilo Lozano | Dif. |  |  |  |
| ------------------------------ | -------------- | ------- | ------------- | ------------- | -------------- | -------------- | ----------- | ----------- | ---------------- | ----------- | ---- |  |  |  |
| Encuestadora/Medio             | Fecha          | Muestra |               |               |                |                |             |             |                  |             |      |  |  |  |
| Elecciones municipales de 2022 | 2 oct 2022     | —       | 21.6          | 20.3          | 18.0           | 15.7           | 9.5         | 5.9         | 4.9              | 4.0         | 1.3  |  |  |  |
|                                |                |         |               |               |                |                |             |             |                  |             |      |  |  |  |
| Ipsos Perú/América             | 2 oct 2022     | ?       | 20.9          | 21.9          | 16.0           | 15.0           | –           | –           | –                | –           | 1.0  |  |  |  |
| Ipsos Perú/América             | 2 oct 2022     | ?       | 24.7          | 23.6          | 19.2           | 13.3           | 7.9         | –           | –                | –           | 1.1  |  |  |  |
| Marketing Plux/Ímpetu          | 21–23 sep 2022 | 3000    | 25.9          | 15.3          | 12.9           | 21.2           | 8.2         | –           | –                | –           | 4.7  |  |  |  |
| CIT/Ribereña                   | 19–21 sep 2022 | 500     | 25.2          | 11.7          | 12.0           | 25.2           | 4.4         | 1.7         | 5.6              | 7.3         | —    |  |  |  |
| Marketing Plux/Ímpetu          | 6–9 sep 2022   | ?       | 21.5          | 19.0          | 12.7           | 22.8           | 15.2        | –           | –                | –           | 1.3  |  |  |  |
| Marketing Plux/Ímpetu          | 12–14 ago 2022 | ?       | 25.0          | 6.3           | 18.8           | 27.5           | 12.5        | –           | –                | –           | 2.5  |  |  |  |
| Marketing Plux/Ímpetu          | 12–14 jun 2022 | 1320    | –             | 8.4           | –              | 24.5           | 8.0         | –           | –                | –           | 16.1 |  |  |  |

### Preferencias de voto
La siguiente tabla enumera las preferencias de voto en bruto (incluyendo blancos, viciados y sin respuesta) y no ponderadas.
| Encuestadora/Medio             | Fecha          | Muestra | Janet Castag. | Sandro Acosta | Wilmer Guevara | Raúl Contreras | Félix Najar | Walter Dyer | Miguel Contreras | Nilo Lozano | B/V  | NS/NO | Dif. |  |  |  |
| ------------------------------ | -------------- | ------- | ------------- | ------------- | -------------- | -------------- | ----------- | ----------- | ---------------- | ----------- | ---- | ----- | ---- |  |  |  |
| Encuestadora/Medio             | Fecha          | Muestra |               |               |                |                |             |             |                  |             |      |       |      |  |  |  |
| Elecciones municipales de 2022 | 2 oct 2022     | —       | 17.5          | 16.5          | 14.6           | 12.7           | 7.7         | 4.8         | 4.0              | 3.3         | 18.9 | –     | 1.0  |  |  |  |
|                                |                |         |               |               |                |                |             |             |                  |             |      |       |      |  |  |  |
| Marketing Plux/Ímpetu          | 21–23 sep 2022 | 3000    | 22            | 13            | 11             | 18             | 7           | –           | –                | –           | 15   | –     | 4    |  |  |  |
| CIT/Ribereña                   | 19–21 sep 2022 | 500     | 20.8          | 9.6           | 10.2           | 20.8           | 3.6         | 1.4         | 4.6              | 6.0         | 17.6 | –     | —    |  |  |  |
| Marketing Plux/Ímpetu          | 6–9 sep 2022   | ?       | 17            | 15            | 10             | 18             | 12          | –           | –                | –           | 21   | –     | 1    |  |  |  |
| Marketing Plux/Ímpetu          | 12–14 ago 2022 | ?       | 20            | 5             | 15             | 22             | 10          | –           | –                | –           | 20   | –     | 2    |  |  |  |
| Marketing Plux/Ímpetu          | 12–14 jun 2022 | 1320    | –             | 6.4           | –              | 18.6           | 6.1         | –           | –                | –           | –    | 24.0  | 12.2 |  |  |  |
| Marketing Plux/Ímpetu          | 12–15 mar 2022 | 900     | –             | –             | –              | 5.8            | –           | –           | –                | –           | –    | 25.7  | ?    |  |  |  |
| Marketing Plux/Ímpetu          | 10–14 dic 2021 | 1572    | –             | –             | 5.6            | 4.5            | –           | –           | –                | –           | –    | 30.1  | 1.1  |  |  |  |

## Resultados

### Sumario general
|                                                                                                 |                                                         |              |              |              |           |           |
| Partidos y coaliciones                                                                          | Partidos y coaliciones                                  | Voto popular | Voto popular | Voto popular | Regidores | Regidores |
| Partidos y coaliciones                                                                          | Partidos y coaliciones                                  | Votos        | %            | +/−          | Total     | +/−       |
|                                                                                                 | Movimiento Independiente Regional Cambio Ucayalino (CU) | 38,588       | 21.63        | n/a          | 8         | +8        |
|                                                                                                 | Acción Popular (AP)                                     | 36,235       | 20.31        | –0.39        | 2         | ±0        |
|                                                                                                 | Ucayali Región con Futuro (URF)                         | 32,135       | 18.02        | +4.31        | 1         | ±0        |
|                                                                                                 | Todos Somos Ucayali (TSU)                               | 27,918       | 15.65        | +9.57        | 1         | +1        |
|                                                                                                 | Perú Libre (PL)1                                        | 17,026       | 9.55         | +8.87        | 1         | +1        |
|                                                                                                 | Frente de la Esperanza (FE)                             | 10,515       | 5.90         | Nuevo        | 0         | ±0        |
|                                                                                                 | Podemos Perú (PP)                                       | 8,801        | 4.93         | Nuevo        | 0         | ±0        |
|                                                                                                 | Somos Perú (SP)                                         | 7,149        | 4.01         | n/a          | 0         | ±0        |
|                                                                                                 |                                                         |              |              |              |           |           |
| Total                                                                                           | Total                                                   | 178,367      |              |              | 13        | ±0        |
|                                                                                                 |                                                         |              |              |              |           |           |
| Votos válidos                                                                                   | Votos válidos                                           | 178,367      | 81.10        | –1.62        |           |           |
| Votos en blanco                                                                                 | Votos en blanco                                         | 20,059       | 9.12         | +1.15        |           |           |
| Votos nulos                                                                                     | Votos nulos                                             | 21,509       | 9.78         | +0.47        |           |           |
| Votos emitidos                                                                                  | Votos emitidos                                          | 219,935      | 70.93        | –3.71        |           |           |
| Abstenciones                                                                                    | Abstenciones                                            | 90,160       | 29.07        | +3.71        |           |           |
| Votantes registrados                                                                            | Votantes registrados                                    | 310,095      |              |              |           |           |
|                                                                                                 |                                                         |              |              |              |           |           |
| Fuente:                                                                                         |                                                         |              |              |              |           |           |
| Notas al pie: 1 Comparado con los resultados de Perú Libertario (PL) en las elecciones de 2018. |                                                         |              |              |              |           |           |
| Notas al pie:                                                                                   |                                                         |              |              |              |           |           |
| 1 Comparado con los resultados de Perú Libertario (PL) en las elecciones de 2018.               |                                                         |              |              |              |           |           |

### Concejo Provincial de Coronel Portillo
| Cargo                                    | Autoridad electa           | Partido político | Partido político                                   |
| ---------------------------------------- | -------------------------- | ---------------- | -------------------------------------------------- |
| Alcaldesa Provincial de Coronel Portillo | Janet Castagne Vásquez     |                  | Movimiento Independiente Regional Cambio Ucayalino |
| Regidor Provincial de Coronel Portillo   | Américo Torres Ruiz        |                  | Movimiento Independiente Regional Cambio Ucayalino |
| Regidor Provincial de Coronel Portillo   | Víctor Davila Tamani       |                  | Movimiento Independiente Regional Cambio Ucayalino |
| Regidora Provincial de Coronel Portillo  | Sofía Yabar Ramírez        |                  | Movimiento Independiente Regional Cambio Ucayalino |
| Regidor Provincial de Coronel Portillo   | Hernán Mondaluisa Catalino |                  | Movimiento Independiente Regional Cambio Ucayalino |
| Regidora Provincial de Coronel Portillo  | Priscila Li Picón          |                  | Movimiento Independiente Regional Cambio Ucayalino |
| Regidora Provincial de Coronel Portillo  | Nena Molnar Ríos           |                  | Movimiento Independiente Regional Cambio Ucayalino |
| Regidora Provincial de Coronel Portillo  | María Lozano Ramírez       |                  | Movimiento Independiente Regional Cambio Ucayalino |
| Regidor Provincial de Coronel Portillo   | Daniel Ríos Vásquez        |                  | Movimiento Independiente Regional Cambio Ucayalino |
| Regidora Provincial de Coronel Portillo  | Bessie Bermúdez Peña       |                  | Acción Popular                                     |
| Regidor Provincial de Coronel Portillo   | Leonardo Trujillo Vásquez  |                  | Acción Popular                                     |
| Regidora Provincial de Coronel Portillo  | Jannina Goncalvez Montoya  |                  | Ucayali Región con Futuro                          |
| Regidora Provincial de Coronel Portillo  | Geni Tafur Flores          |                  | Todos Somos Ucayali                                |
| Regidor Provincial de Coronel Portillo   | Ricardo Berrios Morales    |                  | Perú Libre                                         |

## Elecciones municipales distritales

### Sumario general
| Partidos y coaliciones                                                                          | Partidos y coaliciones                                  | Voto popular | Voto popular | Voto popular | Alcaldías | Alcaldías |
| Partidos y coaliciones                                                                          | Partidos y coaliciones                                  | Votos        | %            | +/−          | Total     | +/−       |
| ----------------------------------------------------------------------------------------------- | ------------------------------------------------------- | ------------ | ------------ | ------------ | --------- | --------- |
|                                                                                                 | Movimiento Independiente Regional Cambio Ucayalino (CU) | 23,202       | 23.00        | n/a          | 3         | +3        |
|                                                                                                 | Todos Somos Ucayali (TSU)                               | 17,253       | 17.10        | +10.00       | 1         | +1        |
|                                                                                                 | Acción Popular (AP)                                     | 16,083       | 15.94        | +6.15        | 0         | ±0        |
|                                                                                                 | Ucayali Región con Futuro (URF)                         | 13,948       | 13.82        | –1.52        | 2         | +1        |
|                                                                                                 | Avanza País (AvP)                                       | 6,807        | 6.75         | +6.08        | 0         | ±0        |
|                                                                                                 | Perú Libre (PL)1                                        | 6,534        | 6.48         | +5.71        | 0         | ±0        |
|                                                                                                 | Podemos Perú (PP)                                       | 6,118        | 6.06         | +5.31        | 0         | ±0        |
|                                                                                                 | Somos Perú (SP)                                         | 4,520        | 4.48         | n/a          | 0         | ±0        |
|                                                                                                 | Renovación Popular (RP)                                 | 3,022        | 3.00         | Nuevo        | 0         | ±0        |
|                                                                                                 | Fuerza Popular (FP)                                     | 1,583        | 1.57         | –2.80        | 0         | ±0        |
|                                                                                                 | Alianza para el Progreso (APP)                          | 786          | 0.78         | –32.62       | 0         | –5        |
|                                                                                                 | Frente de la Esperanza (FE)                             | 668          | 0.66         | Nuevo        | 0         | ±0        |
|                                                                                                 | Juntos por el Perú (JP)                                 | 374          | 0.37         | –0.43        | 0         | ±0        |
|                                                                                                 |                                                         |              |              |              |           |           |
| Total                                                                                           | Total                                                   | 100,898      |              |              | 6         | ±0        |
|                                                                                                 |                                                         |              |              |              |           |           |
| Votos válidos                                                                                   | Votos válidos                                           | 100,898      | 80.12        | –0.80        |           |           |
| Votos en blanco                                                                                 | Votos en blanco                                         | 14,856       | 11.80        | +0.40        |           |           |
| Votos nulos                                                                                     | Votos nulos                                             | 10,174       | 8.08         | +0.40        |           |           |
| Votos emitidos                                                                                  | Votos emitidos                                          | 125,928      | 70.01        | –3.72        |           |           |
| Abstenciones                                                                                    | Abstenciones                                            | 53,947       | 29.99        | +3.72        |           |           |
| Votantes registrados                                                                            | Votantes registrados                                    | 179,875      |              |              |           |           |
|                                                                                                 |                                                         |              |              |              |           |           |
| Fuente:                                                                                         |                                                         |              |              |              |           |           |
| Notas al pie: 1 Comparado con los resultados de Perú Libertario (PL) en las elecciones de 2018. |                                                         |              |              |              |           |           |
| Notas al pie:                                                                                   |                                                         |              |              |              |           |           |
| 1 Comparado con los resultados de Perú Libertario (PL) en las elecciones de 2018.               |                                                         |              |              |              |           |           |

### Resultados por distrito
La siguiente tabla enumera el control de los distritos de la provincia de Coronel Portillo. El cambio de mando de una organización política se resalta del color de ese partido.
| Distrito      | Alcalde(sa) titular        | Partido político | Partido político          | Alcalde(sa) electo(a)    | Partido político | Partido político          |
| ------------- | -------------------------- | ---------------- | ------------------------- | ------------------------ | ---------------- | ------------------------- |
| Campoverde    | Ribenton Sánchez Rengifo   |                  | Alianza para el Progreso  | Donato Fernández Andahua |                  | Cambio Ucayalino          |
| Iparía        | Fulgencio Tarazona Sánchez |                  | Ucayali Región con Futuro | Pedro Saldaña Balarezo   |                  | Cambio Ucayalino          |
| Manantay      | Víctor López Ríos          |                  | Alianza para el Progreso  | Roger Galán Torres       |                  | Ucayali Región con Futuro |
| Masisea       | Manuel Dreyfus Ríos        |                  | Alianza para el Progreso  | Waldo Guerra Ríos        |                  | Todos Somos Ucayali       |
| Nueva Requena | Gilder Pinedo Pinedo       |                  | Alianza para el Progreso  | Humberto Banda Estela    |                  | Ucayali Región con Futuro |
| Yarinacocha   | Bertha Barbarán Bustos     |                  | Alianza para el Progreso  | Katherin Rodríguez Díaz  |                  | Cambio Ucayalino          |